# Latvijas Futbola federācija
Lietuvas Futbola federācija ordnar med den organiserade fotbollen i Lettland, och bildades 1919, för att 1923 anslutas till Fifa. Huvudkontoret finns i Riga. 1992 återinträdde man, efter att ha varit borta under Sovjettiden.

## Ordförande
- Vladimirs Ļeskovs (1990–1995)
- Modris Supe (1995–1996)
- Guntis Indriksons (1996–2018)
- Kaspars Gorkšs (2018–2019)
- Vadims Ļašenko (2020 - )